# Trogoxylon auriculatum
Trogoxylon auriculatum är en skalbaggsart som beskrevs av Pierre Lesne 1932. Trogoxylon auriculatum ingår i släktet Trogoxylon och familjen kapuschongbaggar. Inga underarter finns listade i Catalogue of Life.